# راميرو روميرو
راميرو روميرو (بالإسبانية: Ramiro Romero)‏ هو لاعب كرة قدم مكسيكي في مركز الهجوم، ولد في 26 يناير 1970 في توكسبان ‏ في المكسيك. لعب مع كروز آزول.